# 2. Garde-Regiment zu Fuß
Das 2. Garde-Regiment zu Fuß war ein Infanterieverband der Preußischen Armee.

## Geschichte
Mit AKO vom 14. Mai 1811 wurde die Bildung des Normal-Infanterie-Bataillon angeordnet. Dazu hatte jedes der Infanterieregimenter drei Unteroffiziere und 42 Mann, die Garde fünf Unteroffiziere und 36 Mann, die Grenadierbataillone jeweils einen Unteroffizier. Bis zum 1. Juni 1811 war die Aufstellung abgeschlossen. Das Bataillon war dem Garde-Regiment zu Fuß angegliedert. Während der Befreiungskriege kämpfte es noch bei Großgörschen und Bautzen.
Durch AKO vom 20. Juni 1813 wurde im Hauptquartier in Neudorf bei Reichenbach in Schlesien das 2. Garde-Regiment zu Fuß gegründet. Es wurde aus dem Normal-Infanterie-Bataillon, dem I. Bataillon des Colbergschen Infanterie-Regiments und dem Füsilier-Bataillon des Leib-Infanterie-Regiment Nr. 8 zusammengestellt.
Die für das Regiment gebildete Garnisonkompanie kam 1816 zum Garde-Garnison-Bataillon. Im Jahr 1820 wurde dem Regiment von diesem Bataillon wieder eine Kompanie als Garnison-Kompanie zugeteilt. Diese kam 1837 als 2. Kompanie zum kombinierten Garde-Reserve-Bataillon und wurde mit diesem 1848 aufgelöst. 1859 wurde einige Offiziere und Mannschaften zur Errichtung des 2. Garde-Landwehrstamm-Regiments (später 4. Garde-Regiment zu Fuß) abgegeben.

### Befreiungskriege
Noch 1813 kämpfte das Regiment bei Taschendorf und die Füsiliere bei Ober-Grauben ferner bei Wachau und in der Völkerschlacht bei Leipzig. Im Jahr darauf konnten in der Schlacht bei Paris zusammen mit den anderen Truppenteilen der Garde-Brigaden 24 Geschütze erobert werden.
Im Jahr 1815 nahm es am Marsch nach Frankreich teil.
In diesem Krieg erhielt der Oberst von Müffling den Orden Pour le Mérite. Ferner wurden sechs Eiserne Kreuze I. Klasse und 221 Eiserne Kreuze der II. Klasse verliehen.

### Märzrevolution 1848
Es war an den Straßenkämpfen in Berlin beteiligt.

### Deutscher Krieg 1866
Das Regiment wurde Teil des II. Armee des Kronprinzen Friedrich Wilhelm von Preußen. Im Gefecht bei Soor (28. Juni) konnte die 1. Kompanie zwei Geschütze der 8-pfünder der Batterie Nr. 10 des 3. Regiments erobern. Am 29. Juni kämpfte es bei Königinhof und am 3. Juli in der Schlacht bei Königgrätz. Das Füsilierregiment verteidigte dabei Rosberitz. Das Regiment verlor in diesem Gefecht 10 Offiziere und 183 Mann. Der Schützenzug der 3. Kompanie unter dem Sekondeleutnant Chorus eroberte sechs 4-Pfünder der 4. Batterie des 3. Regiments, weitere drei Geschütze der 7. Batterie eroberte der Hauptmann Kropff und der Stab des Füsilier-Bataillons. Ferner eroberte die 7. Kompanie ein Geschütz ebenso die 8. Kompanie.
Das Regiment verlor im Feldzug 17 Offiziere und 353 Mann.
Das neuerrichtete IV. Bataillon kam zum 2. Reserve-Armeekorps in Bayern.
Der Oberst von Pape, der Major von Erckert und der Sekondeleutnant Chorus erhielten den Orden Pour le Mérite.

### Deutsch-Französischer Krieg 1870/71
Es wurde zunächst im Verband des Gardekorps der 2. Armee unter Prinz Friedrich Karl von Preußen und ab dem 20. August 1870 der Maasarmee zugeordnet.
Das Regiment kämpfte am 18. August in der Schlacht bei Gravelotte-St. Privat. Bei dem Angriff fielen 39 Offiziere und 1067 Mann. Nachfolgend kämpfte man am 1. September bei Sedan. Am 5. September nahm es an dem Beschuss von Montmédy teil. Vom 19. September 1870 bis 28. Januar 1871 kämpfte es bei der Belagerung von Paris und nahm an folgenden Gefechten teil:
- 26. September Rantigmy (9. Kompanie)
- 27. September Clermont (Füsiliere)
- 09. Oktober Gifors (5. Kompanie)
- 12. Oktober Breteuil (3./4. Kompanie, II. Bataillon)
- 17. Oktober Montdidier (3. Kompanie)
- 28. Oktober Formerie (1./2./8. Kompanie)
- 21. Dezember Le Bourget (II. Bataillon und Füsiliere)

### Erster Weltkrieg
Das Regiment kämpfte 1914 im Verband der 2. Armee in Namur, St. Quentin, Schlacht an der Marne (am Petit Morin) und ab Oktober in der Schlacht bei Arras.
1915 nahm es bei der 3. Armee noch an der Winterschlacht in der Champagne teil und wurde dann in den Osten verlegt. Dort kämpfte es bei Gorlice-Tarnów, Krasnostaw und Biskupice. Nach den Gefechten am Bug und an der Jasiolda wurde es an die Westfront zurück verlegt und nahm an der Herbstschlacht bei La Bassée und Arras teil.
Im Sommer 1916 kämpfte es in der Schlacht an der Somme und im folgenden Frühjahr 1917 in der Doppelschlacht Aisne und Champagne. Es nahm noch an Gefechten in den Argonnen teil, bevor es wieder an die Ostfront verlegt wurde. Dort kam es bei der Durchbruchschlacht in Ostgalizien sowie in der Schlacht um Riga zum Einsatz. Nach dem Waffenstillstand an der Ostfront wurde es wieder an die Westfront verlegt.
Das Regiment nahm ab April 1918 an der Frühjahrsoffensive teil und kämpfte in der Schlacht zwischen Soissons und Reims. Nach dem Befehl zum Rückzug hinter die Aisne, kämpfte es in der Schlacht bei Vouziers und musste sich bis zum Waffenstillstand bis an die Maas zurückziehen, am 12. November 1918 sammelte es sich bei Vaux-les-Rossiers.

### Verbleib
Nach dem Waffenstillstand von Compiègne kehrte das Regiment über Luxemburg und Koblenz nach Berlin zurück, wo es am 12. Dezember ankam. Am 14. Dezember 1918 zog das Regiment über den Tiergarten und durch das Brandenburger Tor in Berlin ein. Am Zeughaus vollzog es einen letzten Vorbeimarsch vor dem Kommandierenden General. Anschließend wurde das Regiment demobilisiert und im Februar 1919 aufgelöst. Aus Teilen bildeten sich verschiedene Freiformationen, darunter das Freiwilligen-Regiment „Rosen“. Dieses ging mit der Bildung der Vorläufigen Reichswehr im Reichswehr-Infanterie-Regiment 30 auf.
Die Tradition übernahm in der Reichswehr durch Erlass des Chefs der Heeresleitung, General der Infanterie Hans von Seeckt, vom 24. August 1921 die 11. Kompanie des 9. (Preußisches) Infanterie-Regiments in Spandau.

### Kommandeure
| Dienstgrad                  | Name                                      | Datum                                                               |
| --------------------------- | ----------------------------------------- | ------------------------------------------------------------------- |
| Major/Oberstleutnant        | Wilhelm von Müffling genannt Weiß         | 19. Juni 1813 bis 11. Dezember 1815                                 |
| Oberstleutnant/Oberst       | Konstantin von Quadt-Wykradt-Hüchtenbruck | 12. Dezember 1815 bis 29. März 1832                                 |
| Oberst                      | Otto von Zieten                           | 30. März 1832 bis 19. Juni 1837                                     |
| Major                       | Johann Carl von Möllendorff               | 12. Juli 1837 bis 13. Januar 1838 (mit der Führung beauftragt)      |
| Major/Oberstleutnant/Oberst | Johann Carl von Möllendorff               | 14. Januar 1838 bis 16. Oktober 1844                                |
| Oberst                      | Karl von Schlieffen                       | 24. Oktober 1844 bis 2. August 1848                                 |
| Oberst                      | Karl von Kropff                           | 03. August 1848 bis 3. Dezember 1849                                |
| Oberstleutnant/Oberst       | Ferdinand von Kleist                      | 04. Dezember 1849 bis 9. Mai 1855                                   |
| Oberst                      | Friedrich Herwarth von Bittenfeld         | 10. Mai 1855 bis 11. November 1857                                  |
| Oberst                      | Maximilian von Schlegel                   | 12. November 1857 bis 13. Juni 1859                                 |
| Oberstleutnant/Oberst       | Georg Ferdinand von Bentheim              | 14. Juni 1859 bis 16. Dezember 1863                                 |
| Oberst                      | Alexander von Pape                        | 17. Dezember 1863 bis 29. Oktober 1866                              |
| Oberstleutnant/Oberst       | Rudolf von Kanitz                         | 30. Oktober 1866 bis 19. Juni 1871                                  |
| Oberstleutnant              | August von Oppell                         | 20. Juni 1871 bis 17. Januar 1872 (mit der Führung beauftragt)      |
| Oberst                      | August von Oppell                         | 18. Januar 1872 bis 13. Juli 1877                                   |
| Oberst                      | Friedrich von Wißmann                     | 14. Juli 1877 bis 14. Mai 1883                                      |
| Oberst                      | Karl Finck von Finckenstein               | 15. Mai 1883 bis 2. August 1887                                     |
| Oberst                      | Alfred von Collas                         | 06. September 1887 bis 18. Juni 1888                                |
| Oberstleutnant              | Ernst von Petersdorff                     | 19. Juni bis 3. August 1888 (mit der Führung beauftragt)            |
| Oberst                      | Ernst von Petersdorff                     | 04. August 1888 bis 17. November 1890                               |
| Oberstleutnant/Oberst       | Egon von Gayl                             | 18. November 1890 bis 16. September 1892                            |
| Oberstleutnant              | Ferdinand von Hartmann                    | 17. September 1892 bis 26. Januar 1893 (mit der Führung beauftragt) |
| Oberst                      | Ferdinand von Hartmann                    | 27. Januar 1893 bis 11. September 1896                              |
| Oberstleutnant              | Günther von Kirchbach                     | 12. September 1896 bis 26. Januar 1897 (mit der Führung beauftragt) |
| Oberst                      | Günther von Kirchbach                     | 27. Januar 1897 bis 16. Oktober 1899                                |
| Oberstleutnant              | Kurt von Pritzelwitz                      | 17. Oktober 1899 bis 27. April 1900 (mit der Führung beauftragt)    |
| Oberst                      | Hermann von Strantz                       | 28. April 1900 bis 26. Januar 1903                                  |
| Oberst                      | Wilhelm von Hohenzollern                  | 27. Januar 1903 bis 15. Juni 1905                                   |
| Oberstleutnant              | Otto von Stein zu Nord- und Ostheim       | 16. Juni bis 14. September 1905 (mit der Führung beauftragt)        |
| Oberst                      | Otto von Stein zu Nord- und Ostheim       | 15. September 1905 bis 26. Januar 1910                              |
| Oberst                      | Roderich von Schoeler                     | 27. Januar 1910 bis 30. September 1912                              |
| Oberst                      | Detlef von Rantzau                        | 01. Oktober 1912 bis 6. September 1914                              |
| Oberst                      | Otto von Estorff                          | 07. September 1914 bis 18. Juli 1915                                |
| Oberstleutnant              | Maximilian von Mutius                     | 19. Juli bis 11. November 1915                                      |
| Oberstleutnant/Oberst       | Hans von Werder                           | 12. November 1915 bis 28. August 1916                               |
| Oberstleutnant              | Hans von Lütcken                          | 29. August 1916 bis 16. Mai 1917                                    |
| Major                       | Eberhard von dem Hagen                    | 17. Mai bis 7. November 1917                                        |
| Oberstleutnant              | Carl von Borcke                           | 08. November 1917 bis 17. Juni 1918                                 |
| Oberstleutnant              | Curt von Wittich                          | 18. Juni bis 13. Dezember 1918                                      |
| Oberstleutnant              | Carl von Borcke                           | 14. Dezember 1918 bis 19. Februar 1919                              |

## Uniformen
Die Uniformen hatten Ponceau-rote Achselklappen, schwedische Aufschläge und dazu gelbe Knöpfe. Die Offiziere trugen goldene Litzen an jeder Seite des Kragens und an den Ärmelaufschlägen.